# Alpha Ethniki (calcio femminile)
L'Αlpha Ethniki (per esteso in greco Πρωτάθλημα Α΄ Κατηγορίας Γυναικών?, campionato femminile di prima classe) è la massima serie del campionato greco femminile di calcio, torneo destinato a squadre di club di calcio femminile organizzato dalla Federazione calcistica della Grecia (in greco Ελληνική Ποδοσφαιρική Ομοσπονδία - EΠO?, Elliniki Podosfairiki Omospondia - EPO).
Dalla stagione 2017-2018 il campionato è costituito da 12 squadre che si affrontano a turno nel girone di andata, orientativamente disputato tra i mesi di ottobre e gennaio, e nel girone di ritorno, tra i mesi di febbraio e maggio. Per ogni incontro, vengono assegnati tre punti alla squadra vincente, uno a testa in caso di pareggio e zero in caso di sconfitta.

## Le squadre

### Organico attuale
Al campionato 2023-2024 partecipano le seguenti 14 squadre:
- AEK Atene
- Larissa
- Asteras Tripolīs
- Elpides Karditsas
- GPO Kastorias
- Nees Atromitou
- OFI Creta
- Olympiada Imittou
- Panathīnaïkos
- PAOK
- REA
- Seirines Grevenon
- AO Trikala 2011
- Volos

## Albo d'oro
Campionato non ufficiale (organizzato dai club)
| Edizione  | Vincitore              | Secondo posto |
| --------- | ---------------------- | ------------- |
| 1986-1987 | Ilioupoli Thessaloniki |               |
| 1987-1988 | Non disputato          |               |
| 1988-1989 | Doxa Piraeus           |               |

Campionato non ufficiale (organizzato dall'EPO)
| Edizione  | Vincitore              | Secondo posto |
| --------- | ---------------------- | ------------- |
| 1989-1990 | Olympiada Thessaloniki |               |
| 1990-1991 | Doxa Piraeus           |               |
| 1991-1992 | Doxa Piraeus           |               |

| Edizione  | Vincitore                  | Secondo posto |
| --------- | -------------------------- | ------------- |
| 1992-1993 | Kavala 86                  |               |
| 1993-1994 | Doxa Piraeus               |               |
| 1994-1995 | Doxa Piraeus               |               |
| 1995-1996 | Olympiada Thessaloniki     |               |
| 1996-1997 | Ilioupoli Thessaloniki     |               |
| 1997-1998 | Olympiada Thessaloniki     |               |
| 1998-1999 | Union Doxa/Artemis Piraeus |               |
| 1999-2000 | MEAO Filiriakos Florina    | Olympiada '96 |

Campionato a doppio girone e finale
| Edizione  | Vincitore  | Secondo posto           |
| --------- | ---------- | ----------------------- |
| 2000-2001 | Kavala '86 |                         |
| 2001-2002 | PAOK       | MEAO Filiriakos Florina |
| 2002-2003 | AE Aiginas |                         |
| 2003-2004 | AE Aiginas |                         |
| 2004-2005 | AE Aiginas | PAOK                    |
| 2005-2006 | AE Aiginas | PAOK                    |
| 2006-2007 | PAOK       | AE Aiginas              |
| 2007-2008 | PAOK       | Kallithea               |
| 2008-2009 | PAOK       | Volos                   |
| 2009-2010 | PAOK       | Volos                   |

Campionato a girone unico
| Edizione  | Vincitore       | Secondo posto     |
| --------- | --------------- | ----------------- |
| 2010-2011 | PAOK            | Volos             |
| 2011-2012 | PAOK            | Elpides Karditsas |
| 2012-2013 | PAOK            | Elpides Karditsas |
| 2013-2014 | Amazones Dramas | Elpides Karditsas |
| 2014-2015 | PAOK            | Amazones Dramas   |
| 2015-2016 | PAOK            | Elpides Karditsas |
| 2016-2017 | PAOK            | Elpides Karditsas |
| 2017-2018 | PAOK            | Elpides Karditsas |
| 2018-2019 | PAOK            | Arīs Salonicco    |
| 2019-2020 | PAOK            | Arīs Salonicco    |
| 2020-2021 | PAOK            | Larissa           |

Campionato a doppio girone e finale
| Edizione  | Vincitore | Secondo posto |
| --------- | --------- | ------------- |
| 2021-2022 | PAOK      | Larissa       |
| 2022-2023 | PAOK      | Ergotelīs     |

Campionato a girone unico
| Edizione  | Vincitore | Secondo posto |
| --------- | --------- | ------------- |
| 2023-2024 | PAOK      | OFI Creta     |
| 2024-2025 | AEK Atene | Panathīnaïkos |